# Lathrolestes zeugophorae
Lathrolestes zeugophorae är en stekelart som beskrevs av Barron 1994. Lathrolestes zeugophorae ingår i släktet Lathrolestes och familjen brokparasitsteklar. Inga underarter finns listade i Catalogue of Life.